# Caudete
Caudete község Spanyolországban, Albacete tartományban. Lakosainak száma 10 249 fő (2024).

## Földrajza
Caudete Almansa, Villena és Yecla községekkel határos.

## Testvértelepülések
- Valverde de Júcar
- Marseillan

## Népesség
A település lakosságának változását az alábbi diagram mutatja:
| Lakosok száma | 9069 | 9429 | 9744 | 10 330 | 10 477 | 10 294 | 10 115 | 9963 | 10 077 | 10 249 |
|               | 2001 | 2004 | 2006 | 2009   | 2011   | 2014   | 2016   | 2019 | 2021   | 2024   |